# Novosselytsia

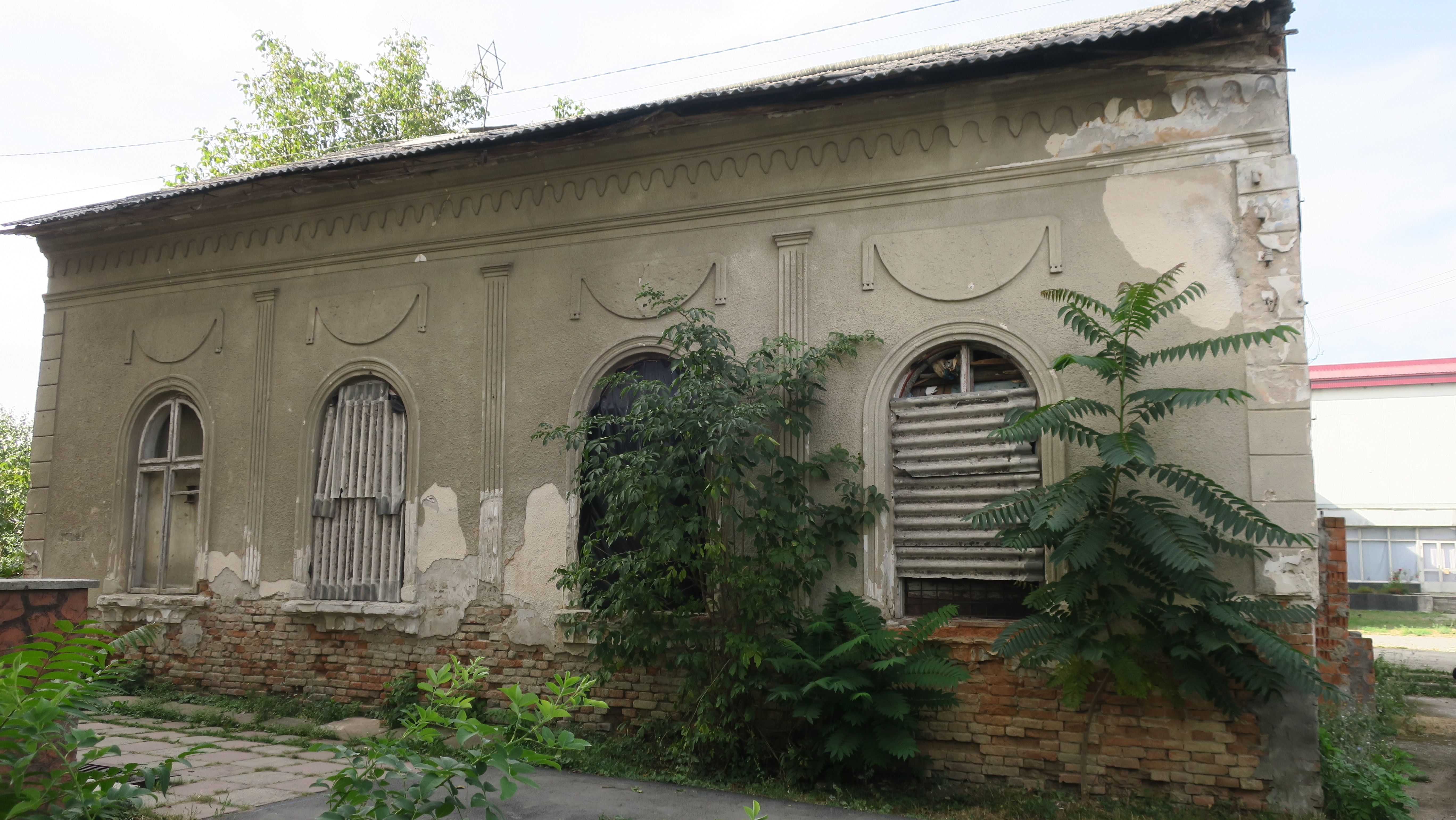
La synagogue.

Novosselytsia (en ukrainien : Новоселиця; roumain : Noua Suliţă; en russe : Новосе́лица Novosselitsa; en allemand et polonais : Nowosielitza) est une ville de l'oblast de Tchernivtsi, en Ukraine, et le centre administratif du raïon de Novosselytsia. Sa population s'élevait à 7 642 habitants en 2016.

## Géographie
Novosselytsia est située sur la rive gauche de la rivière Prut, à 26 km à l'est-sud-est de Tchernivtsi et à 397 km au sud-ouest de Kiev.

## Histoire

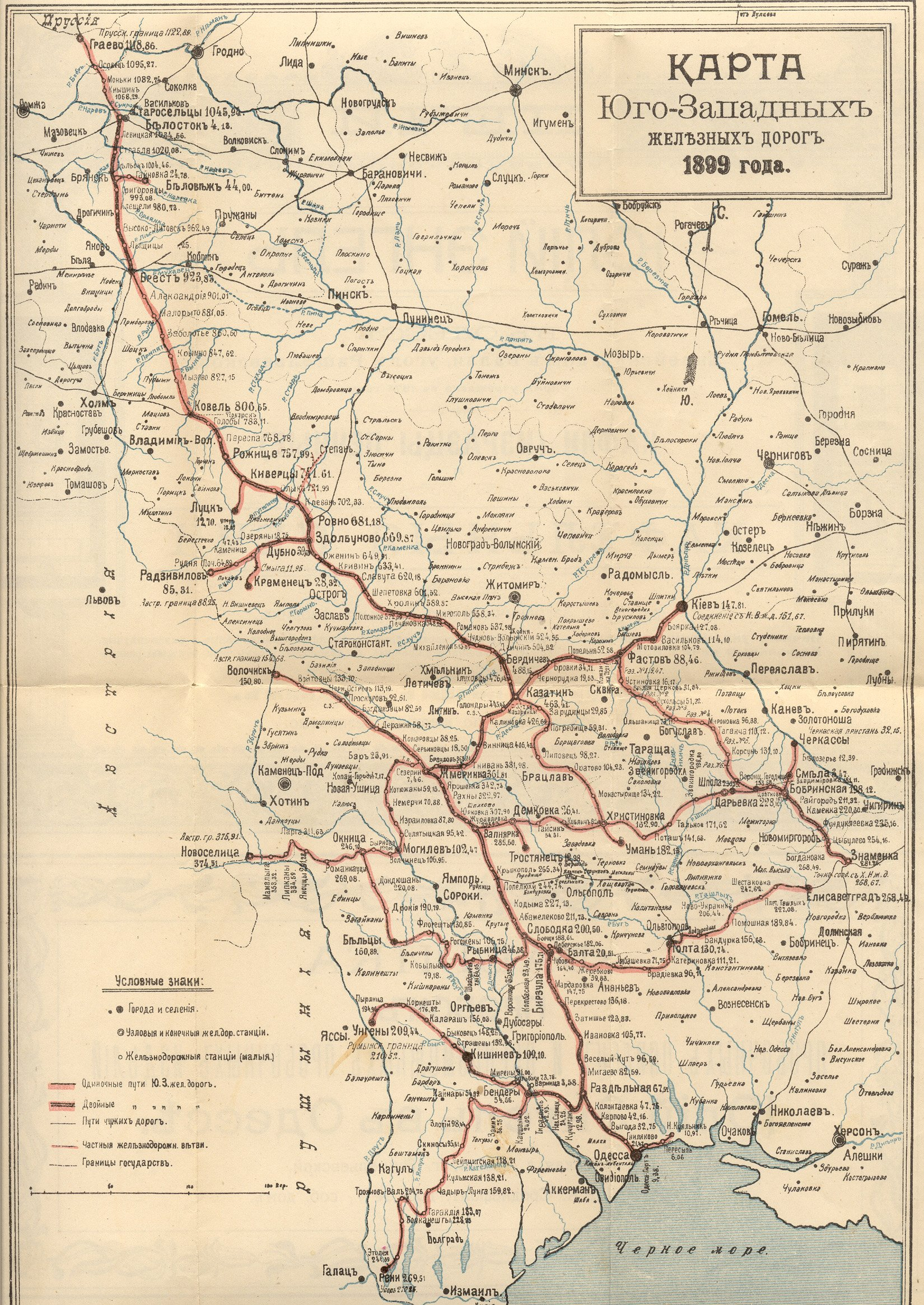
Novosselytsia (Новоселица), terminus du chemin de fer russe à la frontière de la Roumanie, 1899.

La ville passe pour avoir été fondée au XVIe siècle par les cosaques du hetman Ivan Svirgovsky (uk) pour aider la principauté de Valachie contre les Ottomans. En 1812, elle est annexée par l'Empire russe avec la Bessarabie : elle se trouve à la frontière de la Bucovine, annexée par l'Autriche en 1775. Vers le milieu du XIXe siècle, il s'y fait un important commerce de bois par flottage. Les voyageurs peuvent y louer un tarantass pour aller à Tiraspol et Chisinau où ils trouvent le chemin de fer russe qui conduit à Odessa. En 1884 est construite la section Czernowitz – Novosselytsia des chemins de fer austro-hongrois, raccordée à la ligne de Lemberg à Iassy à écartement standard occidental. En 1893, la nouvelle gare de Novosselytsia est reliée aux chemins de fer de Russie du Sud-Ouest (de), à écartement russe. 
Pendant la  Première Guerre mondiale, le journaliste américain John Reed, qui la traverse en 1915, décrit Novosselytsia comme une ville sale et misérable. Le poste frontière avec la Roumanie, encore neutre, voit peu de passage à cause de la guerre. Le marché est fréquenté par des paysans moldaves. La communauté juive, qui tient des petits commerces, est exposée aux brutalités de la garnison russe. En revanche, l'état-major de la 9e armée russe, qui a son siège dans la ville, vit dans une relative insouciance malgré la proximité du front austro-allemand et consomme 7 sortes d'alcool au repas.
Après la guerre, la ville dans son ensemble est attribuée au royaume de Roumanie. Mais le 2 août 1940, elle est annexée par l'Union soviétique dans le cadre du protocole secret du pacte germano-soviétique. Novosselytsia redevient roumaine pendant la Seconde Guerre mondiale. En 1945, elle est à nouveau annexée par l'Union soviétique et fait partie de la République socialiste soviétique d'Ukraine et, depuis 1991, de l'Ukraine indépendante.
Le 15 avril 2023, Novosselytsia est jumelée avec la ville française de Gérardmer.

## Population
Recensements (*) ou estimations de la population :
| 1939  | 1959* | 1970* | 1979* | 1989* | 2001* |
| ----- | ----- | ----- | ----- | ----- | ----- |
| 4 500 | 5 764 | 7 700 | 8 209 | 8 384 | 8 400 |

| 2011  | 2012  | 2013  | 2014  | 2015  | 2016  |
| ----- | ----- | ----- | ----- | ----- | ----- |
| 7 892 | 7 841 | 7 774 | 7 714 | 7 662 | 7 642 |